# Biskupin (Wrocław)
Biskupin (dawniej Koczotów, po 1945 przejściowo Kożuchów, niem. Bischofswalde) – część (zwyczajowo nazywana osiedlem) Wrocławia, na osiedlu Biskupin-Sępolno-Dąbie-Bartoszowice, w byłej dzielnicy Śródmieście. Położony na prawym brzegu przekopu Bartoszowicko-Szczytnickiego, wykonanego w latach 1531–1555 i od tego czasu pełniącego funkcję głównego koryta Odry, w obrębie Wielkiej Wyspy.
Rzeka jest południową granicą osiedla; na zachodzie Biskupin graniczy z osiedlem Dąbie wzdłuż ulic Malczewskiego, Kożuchowskiej, Chełmońskiego i Kosiby, na północy z osiedlem Sępolno wzdłuż ulicy Dembowskiego, a na północnym wschodzie i wschodzie z Bartoszowicami łamaną linią wzdłuż ulic Mielczarskiego, Sempołowskiej, Norblina, Olszewskiego, Wojtkiewicza i Żaka. Pomimo różnic w charakterze poszczególnych osiedli Biskupin wraz z Bartoszowicami, Dąbiem i Sępolnem często traktowane są wspólnie. Rada Miasta Wrocławia szacowała liczbę mieszkańców wszystkich czterech osiedli na około 23 tysiące, przy czym pamiętać trzeba, że znaczna ich część przypada na wybudowane w latach 70. XX wieku i następnych bloki z wielkiej płyty Bartoszowic.

## Nazwa
Pierwotnie ta dzielnica miasta Wrocławia była wsią notowaną w łacińskich dokumentach: 1155 Koczotow, 1336 Coczuchow. Istnieją dwa wywody pochodzenia nazwy. Pierwszy przypisuje je przezwisku Koczot – kogut. W 1245 wspomina się to miejsce jako Cochutuo, w 1353 – Coczechow Villa, w 1368 o sąsiedniej wsi wspomina się in Semplino super Oderam iuxta Coczuchow (w Sępolnie nad Odrą blisko Koczotowa).
Inny wywód podaje niemiecki językoznawca Paul Hefftner wywodząc bezpośrednio nazwę od polskiego określenia futrzanego ubrania kożucha; „poln. kożuch = vestis pellices, deutsch Pelz”, które identyfikuje jako nazwisko osoby.

## Historia
Wieś Koczotów znajdująca się na miejscu dzisiejszego Biskupina wzmiankowana była po raz pierwszy przez papieża Hadriana IV, który w 1155 zatwierdził ją jako wchodzącą w skład posiadłości biskupstwa wrocławskiego biskupa Waltera z Malonne.
Przez następne trzysta lat brak informacji o wsi, dopiero w wieku XVII wzmiankowana jest tu cegielnia i karczma, a w XVIII – ogród. Rosnący w pobliżu las i biskupia własność tego terenu dały nazwę Bischofswalde (Las Biskupi), której używano na opisanie tej okolicy od 1794, również w odniesieniu do folwarku i pobliskich zabudowań, które w połowie XIX wieku obejmowały – obok cegielni, i znajdującego się obok ogrodu folwarku – tylko dwa gospodarstwa, zamieszkane przez 31 osób; nieco później powstała tu dodatkowo piekarnia, a w czterech gospodarstwach mieszkały 32 osoby i 29 zwierząt.
Około roku 1880 na Grobli Szczytnicko-Bartoszowickiej, nad samą Odrą, w okolicach zbiegu dzisiejszych ulic Bacciarellego i Braci Gierymskich zbudowano Etablissement Wilhelmshafen – obiekt turystyczno-rekreacyjny, przystań końcową statków wycieczkowych pływających po Odrze. Odgrywał on podobną rolę, co położona nieco bliżej miasta, w granicach Dąbia, przystań Etablissement Oderschlösschen. Okolice Dąbia i Biskupina były traktowane przez mieszkańców Wrocławia jako tereny rekreacyjne i spacerowe; sprzyjały temu zarówno wygodny trakt spacerowy groblą wzdłuż Odry, rozwinięta komunikacja rzeczna, jak i Ogród Zoologiczny oraz pobliskie tereny wyścigów konnych (zastąpione na początku XX wieku przez tereny wystawowe z Halą Ludową.
Bischofswalde przyłączono do miasta w roku 1928. Na planach z roku 1930 zaznaczona już jest Villenkolonie Bischofswalde (kolonia willowa Biskupin) w rejonie Bischofswalderstraße (ul. Chełmońskiego), Gustav Langner Straße (Grottgera), Am Fichtenheimstraße (Siemiradzkiego). Dalej na wschód sąsiaduje z nią cegielnia – rejon dzisiejszych zabudowań gimnazjum przy ul. Pautscha i Politechniki, a jeszcze dalej – osiedle w rejonie Märchenweg (Malczewskiego), Erlkönigweg (Noakowskiego) i Nixenweg (Braci Gierymskich). Na terenie tego osiedla budowano – prócz jedno- i dwurodzinnych willi, skromne mieszkania w zabudowie wielorodzinnej – szeregi dwukondygnacyjnych (wzdłuż Wilhelmshafenerstraße – ul.Olszewskiego – trzykondygnacyjnych) domów po dwa lub trzy mieszkania (dwu- lub trzypokojowe) na każdym piętrze z przeznaczeniem dla niezamożnych lokatorów. Zabudowa w tym rejonie postępowała bardzo szybko: współczesna sieć ulic Biskupina widoczna jest już na planach z 1936, tamże też widoczny jest układ zabudowy, pozostawiający z tyłu budynków wielorodzinnych pas przydomowych ogrodów. W połowie lat trzydziestych doprowadzono do Biskupina linię tramwajową.
Dowództwo obrony Festung Breslau spodziewało się na początku 1945 natarcia Armii Czerwonej od wschodu, na tereny Biskupina. Nakazano więc ewakuację ludności cywilnej, a gdy po kilku tygodniach okazało się, że uderzenie idzie od południa, z rejonu dzielnicy Krzyki, mieszkańcy Biskupina mogli wrócić do swoich mieszkań, które jednak zastawali często okradzione przez formacje niemieckich obrońców. Do końca wojny osiedle nie doznało żadnych poważniejszych zniszczeń; zburzonych lub mocno uszkodzonych było tylko parę domów przy Wilhelmshafenerstraße (ul. Olszewskiego), a przy Rotkäppchenweg (ul. Kotsisa) zburzony był jeden z budynków (nr 4), odbudowany na początku lat sześćdziesiątych, oraz przy Hänselweg (ul. Stefczyka) segmenty nr 32 i 34 odbudowane w 1958 roku.
Komunikację Biskupina z miastem uruchomiono 22 sierpnia 1945, tydzień przed pojawieniem się pierwszego polskiego dziennika („Słowo Polskie”) we Wrocławiu. Początkowo tramwaje docierały od ulicy Spółdzielczej do zamienionego przez Niemców w lotnisko dzisiejszego Placu Grunwaldzkiego, wkrótce jednak wydłużono linię do ul. Stalina (dziś Jedności Narodowej), a później do Dworca Nadodrze, pierwszego czynnego dworca kolejowego w mieście. W tym samym czasie uruchomiono z Biskupina komunikację autobusową w kierunku Karłowic i Zalesia; pojazdy wyposażone były w silniki na gaz świetlny. Jeszcze do wczesnych lat sześćdziesiątych funkcjonował także transport łodzią wiosłową przez Odrę, do osiedla Opatowice.
Do roku 1948 trwały dyskusje, czy osiedle nosić powinno nazwę wywodzącą się z tłumaczenia niemieckiej nazwy przedwojennej Bischofswalde, czy ze średniowiecznej Koczotów, ku czemu przemawiały silne tuż po wojnie tendencje do likwidacji śladów niemieckich i eksponowania słowiańskich aspektów historii Ziem Zachodnich. Pod wpływem opinii prof. Witolda Taszyckiego, autorytetu w dziedzinie historii języka polskiego zdecydowano się jednak na Biskupin.
Wkrótce po wojnie szeregową zabudowę wielorodzinną przy ul. Stanisławskiego (b. Aschenbrödelweg) i Kotsisa (Rotkäppchenweg) przekazano administracji wrocławskich uczelni, które urządziły tu m.in. domy akademickie i mieszkania dla pracowników uczelni. Także przy innych ulicach Biskupina chętnie osiedlali się profesorowie Uniwersytetu, Politechniki i Akademii Medycznej.
Od końca lat pięćdziesiątych datuje się zabudowa wolnych działek na osiedlu. Ponadto wiele budynków wielorodzinnych podwyższano o jedną kondygnację bądź przebudowano ich strychy na mieszkania. Na przełomie lat 50. i 60. na terenie starej cegielni i jej wyrobisk zbudowano Szkołę Podstawową nr 70 (dziś: Gimnazjum nr 20), a w sąsiedztwie byłych zabudowań wodoleczniczych między dzisiejszymi ul. Kazimierską a Dembowskiego – Szkołę Podstawową nr 66 (dziś: Gimnazjum nr 19), w 1962 – XI Liceum Ogólnokształcące przy ul. Spółdzielczej, w 1963 – przychodnię przy Olszewskiego. Późniejsze inwestycje w tym osiedlu – dom akademicki i dom asystenta zrealizowano w latach 70. i 80., a w 1996 halę sportową Uniwersytetu Przyrodniczego przy ul. Chełmońskiego. Pod koniec lat 70. XX w. wybudowano przy ul. Kazimierskiej trzy wieżowce, które przerwały blisko 170 letnią niezakłóconą serię pomiarową Wrocławskiego Obserwatorium Meteorologicznego przy ul. Kosiby.